# Douglas French
Cet article concerne l'homme politique britannique. Pour le directeur de l'Institut Ludwig von Mises, voir Institut Ludwig von Mises. Pour les articles homonymes, voir French.
Douglas Charles French est un ancien homme politique britannique né le 20 mars 1944. Il est membre du Parti conservateur.

## Carrière
French étudie à Glyn School (en) au Surrey.
Il se présente en vain aux élections générales de 1979 dans la circonscription de Sheffield Attercliffe (en). En revanche, il est élu député à la Chambre des communes en 1987 dans la circonscription de Gloucester, où il succède à Sally Oppenheim-Barnes. Il est réélu en 1992, mais il perd son siège en 1997 et est remplacé par la travailliste Tess Kingham (en).